# Sör-Lämåstjärnen
Sör-Lämåstjärnen är en sjö i Strömsunds kommun i Jämtland och ingår i Ångermanälvens huvudavrinningsområde.